# Stereoptila amphiterma
Stereoptila amphiterma är en fjärilsart som beskrevs av Edward Meyrick 1910. Stereoptila amphiterma ingår i släktet Stereoptila och familjen praktmalar, Oecophoridae. Inga underarter finns listade i Catalogue of Life.